# Henry Baring
Henry Baring (Cromer, 18 gennaio 1777 – 13 aprile 1848) è stato un politico britannico.

## Biografia
Era il figlio di sir Francis Baring, I baronetto Baring, e di sua moglie, Harriet Herring, figlia di William Herring.

## Carriera
Henry, insieme ai suoi fratelli maggiori Thomas e Alexander, divenne socio della Barings Bank nel 1804, ma meno interessato al settore bancario dei suoi fratelli, se ne ritirò nel 1823. Divenne deputato per Bossiney (1806-1807) e per Colchester (1820-1826).

## Matrimoni
Sposò in prime nozze, il 19 aprile 1802, Maria Matilda Bingham, figlia di William Bingham. Ebbero cinque figli ma solo quattro raggiunsero l'età adulta:
- Anna Maria Baring, sposò William Gordon Coesvelt, non ebbero figli;
- Henry Bingham Baring (4 marzo 1804-25 aprile 1869), sposò lady Augusta Brudenell, ebbero cinque figli;
- Frances Emily Baring (?-14 marzo 1886), sposò Henry Bridgeman Simpson, non ebbero figli;
- William Frederick Baring (12 agosto 1822-10 dicembre 1903), sposò Emily Jenkins, ebbero due figli.

Sposò in seconde nozze, il 9 luglio 1825, Cecilia Anna Windham (16 febbraio 1803-21 ottobre 1874), figlia del viceammiraglio William Windham. Ebbero otto figli:
- William Windham Baring (9 aprile 1826-20 novembre 1876), sposò Selina Ponsonby, non ebbero figli;
- Edward Baring, I barone di Revelstoke (13 aprile 1828-17 luglio 1897);
- Robert Baring (29 novembre 1833-23 novembre 1915);
- Richard Baring (29 novembre 1833-15 novembre 1883);
- Cecilia Annetta Baring (1834-16 febbraio 1911), sposò Charles Harbord, V barone Suffield, ebbero nove figli;
- Thomas Baring (1839-4 giugno 1923), sposò Constance Barron, ebbero due figli;
- Evelyn Baring, I conte di Cromer (26 febbraio 1841-29 gennaio 1917);
- Walter Baring (22 ottobre 1844-3 aprile 1915), sposò Ellen Guarracino, ebbero due figli.

## Morte
Morì il 13 aprile 1848.